# Дал Зотто, Ренан
Рена́н Дал Зо́тто (порт.-браз. Renan Dal Zotto; род. 19 июля 1960 года, Сан-Леополду) — бывший бразильский волейболист, призёр Олимпийских игр и чемпионата мира; тренер.

## Карьера
В национальной сборной Ренан дебютировал в 1978 году, через год стал вице-чемпионом Панамериканских игр. В двадцатилетнем возрасте дебютировал на Олимпийских играх. В Москве принял участие в пяти матчах, но сборная Бразилии заняла пятое место.
В 1982 году стал вице-чемпионом мирового первенства, на котором в финальной игре бразильцы были разгромлены сборной СССР 0-3 (3:15, 4:15, 5:15). Такого же результата бразильцы добились на Олимпиаде в Лос-Анджелесе. На Олимпиаде в Сеуле Ренан также играл за сборную, но бразильцы остались без медалей, уступив в матче за бронзу в пяти партиях аргентинцам, несмотря на 21 очко Ренана.
На клубном уровне Ренан стал одним из первых бразильцев, раскрывшихся в Европе. Он успешно выступал за несколько итальянских клубов и стал двукратным чемпионом Италии (1990, 1992). Также Ренан победитель всех существующих в волейболе еврокубков — Кубка европейских чемпионов (1993), Кубка Кубков (1989, 1990), Кубка CEV (1992), Суперкубка Европы (1989, 1990, 1992), клубного чемпионата мира (1989).
После окончания спортивной карьеры Ренан Даль Зотто стал волейбольным тренером, работал с бразильскими клубами и с итальянским «Тревизо». В 2017 году сменил своего партнёра по олимпийской сборной Бернардиньо на посту главного тренера сборной Бразилии и в первом же сезоне смог довести «селесао» до финала Мировой лиги, где они в  пяти сетах уступили французам.